# Dong Wuxin
 Dong Wuxin (chinesisch 董無心), auch Dongzi (董子 – „Meister Dong“), war ein Atheist in China zur Zeit der Streitenden Reiche. Im 31. Kapitel des Buches Mozi (Meister Mo) wird berichtet, dass Dong einmal mit einigen Schülern des Meisters Mo (Mo Di) debattierte, ob Götter und Geister auf der Welt existierten. Gemäß der Geschichte der Han-Dynastie (Hanshu) bestritt er auch in seiner Schrift Dongzi (Meister Dong) eindeutig die Existenz der Götter und des Mandats des Himmels, welche jedoch unglücklicherweise schon vor langer Zeit verloren gegangen ist.